# Belice en los Juegos Olímpicos de la Juventud 2018
Belice participó en los Juegos Olímpicos de la Juventud 2018 en Buenos Aires, Argentina, del 6 al 18 de octubre de 2018. Su delegación estuvo conformada por dos atletas en dos disciplinas. No obtuvo medallas en las justas.

## Medallero
| Presea        | Medalla de oro | Medalla de plata | Medalla de bronce | Total |
| ------------- | -------------- | ---------------- | ----------------- | ----- |
| TOTAL OFICIAL | 0              | 0                | 0                 | 0     |

## Disciplinas

### Atletismo
Belice clasificó a una atleta en esta disciplina.
Femenino
Eventos de Campo
| Atleta       | Evento         | Serie 1 | Serie 1 | Serie 2 | Serie 2 | Total  | Total  |
| Atleta       | Evento         | Tiempo  | Puesto  | Tiempo  | Puesto  | Tiempo | Puesto |
| ------------ | -------------- | ------- | ------- | ------- | ------- | ------ | ------ |
| Breann Young | Lanz. de Disco | 30.25   | 15      | 21.18   | 15      | 51.43  | 15     |

### Tenis de mesa
Belice clasificó a un atleta en esta disciplina.
Masculino
| Atleta         | Evento     | Fase de grupos | Puesto | Ronda de 16        | Cuartos de final   | Semifinales        | Final / BM         | Final / BM |
| Atleta         | Evento     | Oponente Resultado | Puesto | Oponente Resultado | Oponente Resultado | Oponente Resultado | Oponente Resultado | Puesto     |
| -------------- | ---------- | --- | ------ | ------------------ | ------------------ | ------------------ | ------------------ | ---------- |
| Rohit Pagarani | Individual | Grupo A Teodoro (BRA) P 0-4 (4-11, 3-11, 3-11, 3-11) Gould (AUS) P 0-4 (5-11, 8-11, 3-11, 7-11) Harimoto (JPN) P 0-4 (1-11, 2-11, 2-11, 4-11) | 4      | No avanzó          | No avanzó          | No avanzó          | No avanzó          | No avanzó  |